# Хельмхен, Эрвин
Эрвин Хельмхен (нем. Erwin Helmchen; 10 мая 1907, Котбус — 8 июня 1981, Киль) — немецкий футболист, выступавший на позиции нападающего. По данным RSSSF, лучший бомбардир в истории футбола, с 989 голами в 582 официальных матчах, с 720 голами, второй лучший бомбардир в истории национальных чемпионатов, с 667 голами, занимает первое место в списке лучших бомбардиров одной команды, автор наибольшего количества хет-триков в истории (141).

## Биография
Начал карьеру в 1923 году в составе клуба «Бранденбург Коттбус». В Нижней Лужице, принял участие в финале чемпионата Юго-Восточной Германии по футболу, в турнире доминировали клубы «Бреслау», «Шпортфройнде» и «Бреслау 08». По данным Bezik Group, он забил 151 гол в 86 официальных играх.
Жил с женой Эрной до своей смерти 8 июня 1987 года в Киле, где и был похоронен. 8 сентября 2001 года фан-клуб CFC «Clubsurfer» после встречи команд «Хольштайн Киль» и «Кемницер» в Северной региональной лиге отрезал кусок дёрна стадиона Хемница и поместил его на могилу Хельмхена, тем самым выполнив последнее желание футболиста, который ранее высказывался, что хотел быть похороненным на территории стадиона.